# 塞奧菲魯斯三世 (耶路撒冷牧首)
耶路撒冷牧首塞奧菲魯斯三世（希臘語：Πατριάρχης Ιεροσολύμων Θεόφιλος Γ΄，1952年—）是現任（第141任）耶路撒冷希臘正教牧首區的牧首。
塞奧菲魯斯本名伊利亞斯·吉安諾波羅斯（Ηλίας Γιαννόπουλος，Ilias Giannopoulos），出生於希臘麥西尼亞加爾加利亞諾伊。他在雅典大學研讀神學，並在牧首本篤一世（1957年—1980年在任）在任期間擔任會吏長。2000年至2003年間，吉安諾波羅斯是俄羅斯正教會的使者。2005年，吉安諾波羅斯取代愛任紐成為新任耶路撒冷牧首。